# Jerry Perenchio
Jerry Perenchio est un entrepreneur, philanthrope et milliardaire américain né le 20 décembre 1930 à Fresno en Californie et décédé le 23 mai 2017 à Bel Air en Californie. Il est notamment connu pour avoir été le président-directeur général d'Univision Network.

## Biographie

### Jeunesse
Jerry Perenchio est le petit-fils d'immigrants italiens Giovanni Batiste Perenchio et Madeline D'Adda qui sont venus aux États-Unis en 1896 après avoir quitté le village de Pavone Canavese. Son grand-père est le fondateur de l'Échange de raisins de Fresno, le constructeur d'une usine d'emballage qui expédie des fruits et légumes frais dans la région des Grands Lacs, et plus tard, à 60 ans, le fondateur du Vignoble de Crestview. Jerry grandit à Fresno jusqu'à ses 15 ans où il est envoyé à l'Institut militaire de Black Foxe à Los Angeles pour un diplôme de trois ans et demi en 1949.
À la fin de cette année il entre à l'Université de Californie à Los Angeles pour suivre un Bachelor en affaires de cinq ans jusqu'en 1954. Il finance lui même son cursus universitaire avec une série de petits boulots puis en créant une petite entreprise, Party Management, qui réserve des groupes de musique pour des soirées à l'Université de Los Angeles et à l'Université de Californie du Sud.
Pendant ses deux dernières années à l'UCLA, Jerry est membre de l'Air Force ROTC, qui lui demande de s'enrôler pendant trois ans dans l’Air Force une fois son diplôme obtenu. En 1955 il entre dans l'Air Force en tant que sous-lieutenant et gagne ses ailes en tant que pilote de chasseur à réaction monomoteur. Il est promu lieutenant et reçoit une décharge honorable en 1958.